# Gideon Lee
Gideon Lee (né le 27 avril 1778, mort le 21 août 1841) est un homme politique américain qui a été maire de New York entre 1833 et 1834. Il a été représentant de l'État de New York.